# Ypsilon Virginis
Ypsilon Virginis ( υ Virginis, förkortat Ypsilon Vir,  υ Vir) som är stjärnans Bayerbeteckning, är en ensam stjärna belägen i östra delen av stjärnbilden Jungfrun. Den har en skenbar magnitud på +5,25 och är svagt synlig för blotta ögat. Baserat på parallaxmätning inom Hipparcosuppdraget på 12,5 mas, beräknas den befinna sig på ett avstånd av ca 262 ljusår (80 parsek) från solen.

## Egenskaper
Ypsilon Virginis är en vit till gul stjärna av spektralklass G9 III, vilket anger att den är en utvecklad jättestjärna. Den har en massa som är 1,7 gånger så stor som solens och en radie som är 12 gånger solens radie. Den utsänder från sin yttre atmosfär 65 gånger mer energi än solen vid en effektiv temperatur på ca 4 750 K. Ypsilon Virginis roterar med en låg prognostiserad rotationshastighet på endast 3,4 km/s. Baserat på dess rörelse genom rymden finns det 66 procent sannolikhet att stjärnan är en medlem i Herculesströmmen och 27 procent sannolikhet att den är en tunn diskstjärna.